# 黃湘婷 (藝人)
黃湘婷（1995年9月4日—），童星出身的台灣女演員及主持人，出生於台灣，畢業於國立臺北藝術大學電影創作學系，2007年以客家電視台電視劇《魯冰花》劇獲得第42屆金鐘獎戲劇節目女配角獎肯定。2016年，以客家電視台電視節目《客家熱點子》獲得第51屆金鐘獎綜合節目主持人獎，2023年獲選該年台北電影節非常新人。

## 出道經過
黃湘婷從小學習舞蹈、鋼琴，有多次舞台經驗。2006年，電視劇《魯冰花》演出古茶妹一角。2007年，她以該劇獲得第42屆金鐘獎戲劇節目女配角獎肯定，獲獎時是小學六年級學生。

## 演出作品

### 長篇劇集
- 2006年：客家電視台《魯冰花》飾演 古茶妹
- 2008年：客家電視台《大將徐傍興》
- 2010年：客家電視台《源》
- 2021年：HBO Asia《第三佈局 塵沙惑》 飾演 王雅芝
- 2022年：衛視中文台《我和我的鋼四壁》 飾演 劉母
- 2022年：Disney+《台北女子圖鑑》 飾演 吳佳佳
- 2025年：公視《郵票與舒芙蕾》 飾演

### 迷你劇集
- 2019年：客家電視台《四分之3》飾演 曾晴雨
- 2024年：CATCHPLAY+《都市懼集-室友的男朋友》飾演 小茜
- 2025年：CATCHPLAY+《親密之海》飾演 周淑媚

### 電視電影
- 2019年：GagaOOLala《帥T空姐》 飾演 阿川
- 2021年：客家電視台《光的孩子》 飾演 年輕鳳霞

### 長篇電影
- 2010年：《裙擺上的夏天》
- 2011年：《黑貓大旅社》 飾演 年輕葉玲瓏
- 2013年：《打狗舞》
- 2023年：《壞男孩》
- 2023年：《Love in Taipei》
- 2024年：《台北追緝令》飾演 新聞記者
- 2024年：《女兒的女兒》飾演 May

### 短篇電影
- 2018年：《詠晴的成長日記》
- 2019年：《美芳》
- 2020年：《西山有虎》
- 2021年：《蜜月旅行》

### 廣告
- 2016年：OLAY沐浴乳
- 2017年：慧智SOFIVA【HPV秘密】
- 2019年：原萃【不做什麼高手】部長，回歸 !
- 2020年：臺北市政府觀光傳播局 【台北！冬起來】
- 2021年：臺北市政府觀光傳播局 【夜間觀光】
- 2023年：KIRIN Bar BEER【走進在地探索Bar】文化再發現，從玩開始
- 2023年：Nescafe雀巢咖啡【相信一杯好咖啡的力量】
- 2024年：台灣純淨香氛 auscentic【｜微香，沒有不自然｜不好意思篇】
- 2025年：台湾農産品 ブランドムービー【潤う美味しさ。台湾の美味しさ。】

### MV
- 2020年：Supper Moment 《波板糖 PAPA （页面存档备份，存于） 》
- 2021年：謝宇威《麼 儕（是誰） （页面存档备份，存于）》
- 2023年：滅火器樂團【給女兒】
- 2024年：知更壞特【炙熱的野 Wild Youth】

### 配音
有聲書鏡好聽 （页面存档备份，存于） 聲音主播
- 2023年：廣告 KIRIN Bar BEER【節慶系列】

## 主持節目
- 2015年：《客家熱點子》
- 2016年：《作客他鄉》
- 2017年：《World Stage Design 典禮》
- 2018年：《瘋台灣首遊》Discovery （页面存档备份，存于） TLC （页面存档备份，存于）
- 2020年：《我家住海邊》第三集
- 2022年：《Legit Mando》
- 2022年：《Secret Kitchen》
- 2024年：《可可樹下的奇幻小店》

## 活動主持
- 2023年：世界公視大展( INTERNATIONAL PUBLIC TV CONFERENCE )Opening Ceremony & Midweek Party

## 獎項紀錄
| 年份   | 頒獎典禮     | 獎項                 | 作品              | 角色   | 結果 |
| ------ | ------------ | -------------------- | ----------------- | ------ | ---- |
| 2007年 | 第42屆金鐘獎 | 最佳戲劇節目女配角   | 客家電視台 魯冰花 | 古茶妹 | 獲獎 |
| 2016年 | 第51屆金鐘獎 | 最佳綜合節目主持人獎 | 客家熱點子        | 主持人 | 獲獎 |

## 外部連結
- Sharon 黃湘婷 / Šā's的Facebook專頁